# スティーヴン・ウォーベック
スティーヴン・ウォーベック（Stephen Warbeck, 1953年5月3日 - ）は、イギリスの映画音楽作曲家。サウサンプトン出身。ブリストル大学卒業。
ジョン・マッデン監督作品の音楽を手がける事が多く、1998年、マッデン監督の『恋におちたシェイクスピア』で第71回アカデミー作曲賞（ミュージカル・コメディ映画音楽賞）を受賞した。

## 主なディスコグラフィー
- 第一容疑者 Prime Suspect (1991) テレビ映画
- 第一容疑者2 Prime Suspect 2 (1992) テレビ映画
- 第一容疑者3 Prime Suspect 3 (1993) テレビ映画
- 第一容疑者4 Prime Suspect: The Lost Child  (1995) テレビ映画
- 第一容疑者5 Prime Suspect: Inner Circles (1995) テレビ映画
- 第一容疑者6 Prime Suspect: Scent of Darkness  (1995) テレビ映画
- 第一容疑者7 Prime Suspect: Errors of Judgement  (1996) テレビ映画
- ディファレント・フォー・ガールズ Different for Girls (1996)
- Queen Victoria 至上の恋 Mrs.Brown (1997)
- 恋におちたシェイクスピア Shakespeare in Love (1998)
- HEART Heart (1999)
- ミステリー・メン Mystery Men (1999)
- クリスマス・キャロル A Christmas Carol (1999) テレビ映画
- リトル・ダンサー Billy Elliot (2000)
- クイルズ Quills (2000)
- コレリ大尉のマンドリン Captain Corelli's Mandolin (2001)
- 天使にさよなら Gabriel & Me (2001)
- バースデイ・ガール Birthday Girl (2001)
- シャーロット・グレイ Charlotte Gray (2001)
- リトル・イタリーの恋 Love's Brother (2004)
- トゥー・ブラザーズ Two Brothers (2004)
- プルーフ・オブ・マイ・ライフ Proof (2005)
- GOAL!2 Goal! 2: Living the Dream... (2007)
- アザーマン -もう一人の男- The Other Man (2008)
- プリンセス・カイウラニ Princess Ka'iulani (2010)
- 海の上のバルコニー Un balcon sur la mer (2010)
- フロントミッション 革命の反逆者たち There Be Dragons (2011)
- パリ警視庁:未成年保護部隊 Polisse (2011)
- ヤング・ドクター A Young Doctor's Notebook (2012 - 2013) テレビドラマ
- ギャロウ・ウォーカー 煉獄の処刑人 Gallowwalkers (2013)
- リトル・バード ボクたちの世界大冒険 Gus, petit oiseau, grand voyage (2014) アニメ映画
- モン・ロワ 愛を巡るそれぞれの理由 Mon Roi (2015)
- ロンドン、人生はじめます Hampstead (2017)
- チルドレン・アクト The Children Act (2017)